# Snatcher
Snatcher (スナッチャー, Sunacchā) es un videojuego de aventura con una trama cyberpunk, escrito y dirigido por Hideo Kojima. Fue desarrollado y publicitado por la compañía Konami. Originalmente lanzado en Japón para NEC PC-8801 y MSX2 en 1988, fue relanzado para TurboGrafx-16 en 1992, en Japón y Europa fue lanzado para Mega CD y su homólogo Sega CD en América, en 1994 y posteriormente trasladado a las plataformas PlayStation y Sega Saturn en 1996. La versión para Mega CD y Sega CD fue la primera y única versión oficial traducida al inglés. Snatcher se ha ganado a través de los años un reducido grupo de fanes, gracias a una narrativa madura, temas fuertes y su posterior actuación de voz. Snatcher fue fuertemente influenciado por varios filmes de ciencia ficción, dramas de crimen como Blade Runner y The Terminator y referencias a Metal Gear.

## Trama
El 6 de junio de 1991 (1996 en las versiones occidentales del juego) un arma química conocida como Lucipher-Alpha, desarrollada en Chernoton (Unión Soviética), es lanzada a la atmósfera causando la muerte del 80% de la población euroasiática. El área contaminada por esta arma se vuelve inhabitable por una década hasta que Lucipher-Alpha muta en una forma no letal. Posteriormente, este suceso se conoció como "la catástrofe".
Cincuenta años después, una raza de formas de vida artificiales o biodroides, conocidos como "snatchers", comienzan a aparecer en la isla artificial de "Neo Kobe City", asesinando a la gente y tomando su lugar en la sociedad. Nadie sabe exactamente qué son o de dónde vienen. Así, el jugador toma el papel de Gillian Seed, un trabajador con amnesia de la fuerza anti-snatcher llamada JUNKER. El objetivo del jugador es rastrear la fuente de los "snatchers" y descubrir las misteriosas conexiones que Gillian tiene con ellos.

## Versiones
Hubo seis versiones de Snatcher desde que realizó su debut en 1988. Cinco de ellas fueron lanzadas en Japón y tan solo una para América y Europa. Las versiones japonesas no difieren mucho entre sí, siendo muchos de sus cambios de mero carácter superficial, como la mejora de gráficos y calidad de la música. Las principales diferencias entre PC-88 y MSX, y las versiones subsecuentes, es la adición del "Act 3" a la historia que utilizaba voces en momentos clave del juego.

### PC-8801 y MSX2
Esta fue la primera versión del juego, aparecida en Japón en 1988 para PC-8801 de NEC, un ordenador personal que gozaba de un saludable éxito por esas tierras. El juego carecía del tercer acto, por lo que el final era mucho más trágico y tenebroso. La razón es que Konami presionó a Hideo Kojima para que finalizara cuanto antes el trabajo.
En ese mismo año apareció también una versión para el archipopular sistema MSX2, que básicamente era igual a su predecesor pero con un grave problema, los tiempos de carga. Estos eran larguísimos y hacían de este juego una experiencia algo tediosa, debido a una mala compresión de los datos a la hora de hacer la conversión de un sistema a otro.
A pesar de todo, Snatcher gozó de una popularidad lo suficientemente grande como para convertirse en un juego de culto y asegurar secuelas o reediciones posteriores. La mecánica del juego ya estaba completamente definida. Nos movemos por pantallas estáticas y realizamos las acciones a través del teclado numérico, mientras la historia nos es revelada mediante textos. La interesante trama ya lo convertía en un juego sumamente adictivo.

### PC Engine
En 1992, Konami decidió relanzar Snatcher para PC Engine, pero, debido a que el juego era demasiado largo y requería de varios disquetes, se desarrolló en formato CD y dicho formato era más grande que los cartuchos debido a que soportan hasta 700 MB. La versión de prueba se lanzó antes del juego original y solo contenía el capítulo 1. Esta revisión del juego (sin contar la versión de prueba) se hizo extremadamente popular, y es en la que se basa la adaptación posterior para Mega CD. Gracias al soporte digital, los programadores tuvieron libertad para añadir todo lo que quisieron, así como el extraviado tercer acto. Con una gran banda sonora y gráficos muy mejorados, el juego también tuvo por primera vez voces para los personajes durante los momentos clave del juego.
Esta es una de las versiones más valoradas por los fanes de la saga, puesto que es la única que no ha sido censurada (al contrario de las siguientes versiones para Mega CD, Sega Saturn y PlayStation) y es el único juego que posee íntegras las escenas de Catherine en la ducha, la de su perra Alice o la de la mujer Snatcher que en cierto momento del juego descubre sus senos. Snatcher fue incluido en todos los modelos de PC Engine Mini, pero solo estuvo en japonés. Los aficionados en su época debían aprender dicho idioma o esperar hasta que llegue en consolas posteriores.

### Mega CD
Gracias al gran esfuerzo que realizaron Sega y Konami, los aficionados occidentales pudieron descubrir Snatcher, en una versión exclusiva para occidente que mejoraba la anterior de PC Engine, con nuevas escenas, gráficos retocados (sin contar con la censura de aquel entonces), más escenas de acción y una lograda traducción.
Debido a problemas de coloración, la Mega Drive solo soporta 64 colores (comparando con los 256 de la PC Engine), pero se tuvo que hacer técnicas de software para que admita 112 colores, además de cambiar ciertas paletas para compensar.
Algunas escenas con contenido erótico fueron modificadas (la cabeza de Gillian no deja ver el cuerpo desnudo de Catherine, la mujer Snatcher no enseña los pechos, no podemos encontrar la cinta erótica en el mercado negro...) pero las violentas quedaron prácticamente intactas, excepto algún detalle. Por esa razón el juego se ganó cierta mala fama entre el público norteamericano intolerante y se convirtió junto a Mortal Kombat en una referencia en cuanto a violencia en los videojuegos. Además, en un bar, se reemplazaron varios personajes por los de Konami, debido a problemas de copyright.
A pesar de ser la mejor versión del juego que existe (superior a sus homónimas de 32 bits) no gozó de mucha aceptación en los Estados Unidos, y la cosa tampoco mejoró demasiado en Europa. Se vendieron pocas copias por lo que conseguir una hoy en día a un precio razonable es una ardua tarea. Como curiosidad, es también la única versión compatible con pistola, detalle que le otorga aún más inmersión a un juego ya de por sí absorbente.

### Sega Saturn y PlayStation
En pleno apogeo de los 32 bits, Konami decidió realizar sendos remakes para las consolas del momento, Sega Saturn y PlayStation. La primera versión aparecida fue para la consola de Sony. Las ilustraciones habían sido redibujadas o desacertadamente retocadas, hecho que los fanes no valoraron, prefiriendo las de versiones anteriores. Con la música pasó lo mismo, ya que algunos temas habían sido sustituidos y no estaban a la altura. La censura fue implacable, aplicando un mosaico en todas las escenas de fuerte contenido y para rematar, el par de escenas Full Motion Video incluidas eran muy precarias incluso para la época.
Más tarde apareció la versión para el sistema de Sega, con todos los defectos de su antecesora, pero con el aliciente de que la censura era mucho menor.

## Apariciones y cameos
- Hai no Majutsushi (1989) (MSX2):
?

- Ganbare Goemon 2: Kiteretsu Shōgun Magginesu (1993) (Super Famicom, Game Boy Advance, Consola Virtual de Wii):
?

- Jikkyou Power Pro Wrestling '96: Max Voltage  (1996) (Super Famicom):
?
- Metal Gear Solid V: Ground Zeroes: en la misión Jamais vu, Raiden tiene que acabar con nueve snatchers.
- Speed King NEO KOBE 2045 (1996) (PlayStation):
?